# Seriana
Seriana (Taseriant en Chaoui, ⵍⴰⵎ ⴰⵊⴻⴷⵊⵉⴳ) anciennement Pasteur pendant la colonisation française de l'Algérie) est une commune de la wilaya de Batna en Algérie.

## Géographie

### Situation
L'agglomération de Seriana est située à environ 30 km au nord de Batna. 
| Zanat El Beida | Lazrou       | Lazrou |
| Zanat El Beida | Seriana      | Djerma |
| Ouled El Ma    | Batna,Fesdis | Djerma |

### Relief et hydrographie
(avril 2011).
- Si vous ne connaissez pas le sujet, laissez ce bandeau (vous pouvez alors contacter les auteurs).
- Si vous supprimez le contenu mis en cause (vous pouvez préalablement contacter les auteurs),

argumentez précisément cette suppression dans la page de discussion
(un manque de référence n'est pas un argument ; une recherche réelle de référence doit avoir été effectuée, être formellement documentée).
Le relief de Seriana est diversifié, accidenté au sud et relativement vers la plaine de Mallel, située au contrebas des chaines montagneuse (djebels, Lamtars, Assaidhi, Boukherchouch qui est le prolongement du djebel Maâkal) ce qui explique un écoulement intense pendant les averses violentes. Elles sont cernées par cinq grands oueds qui canalisent les eaux pluviales déversées sur les bassins versants limitrophes. 
La ville de Seriana est sise au flanc du Djebel Lamtaras, qui appartient à la chaîne occidentale des Aurès (Aurès inférieur).
Le Djebel Lamtaras, montagne orientée dans le sens sud ouest, au nord-est, se caractérise par un relief très accidenté et  est couvert d'un tapis végétal diversifié composé essentiellement de chênes verts, genévriers, lentisques.
La commune de Seriana est arrosée par 5 grands oueds qui cernent la ville :
- Oued Haddad : au nord, qui collecte des eaux pluviales des versants du Djebel Houria, des versants du Djebel Habben, et du plateau de Guelleb ainsi qu’une partie du versant est du Djebel Assaidhi et se jette directement dans la déjection El Hammoul.
- Oued Seriana : il est le plus important et a une longueur de 18 km. Il prend sa source au versant où se croisent le Kef Houria, et le Djebel Lamtaras. Il s'allonge dans le sens sud-nord–est et traverse la partie est de la ville puis il se dirige vers le nord en effectuant un coude de 70° jusqu'à la zone de déjection où il se confond avec l'Oued Haddad au lieu-dit El hammoul.
- Oued Bouzegagh : situé à l'est de l'agglomération, il draine uniquement une partie des eaux en provenance du versant est de l’anticlinal du Djebel Lamtaras, il prend sa source juste à l’aval du Kef el Assa, culminant à 1 145 m.
- Oued Kethami : situé à l'extrême est de la commune, il draine les eaux pluviales en provenance des Djebels Maagal et Boukherchouche, alimenté par des chabets tels que le Freha, Boumagal, El gsab, Ikfer, Nza Makhlouf.
- Le grand Oued Titaouine : principal affluent du Chott Saboun situé à l’ouest de la commune de Seriana. Il prend sa source dans les djebels Mestaoua, Bouzabat, versant ouest de Kef el Kalaa et Bousdame puis se déverse au chott Saboun.

Les montagnes de la localité  de Seriana constituées d'une série de puissantes rides parallèles orientées (SO/NE), les plis serrés dessinent de longue arêtes rectilignes étroites séparées par de profondes vallées, l'anticlinal djebel Assaidhi et Lamtras, plongent littéralement en cascade et en escarpements très accidentés avec des pentes abruptes et parfois moins fortes vers le nord-est à la dépression de Mallel qui atteint l'attitude de 821 m. 
Cette frange de massifs montagneux est le prolongement des montagnes qui composent la chaine nord auressienne.
La dépression de Mallel est composée d'une vaste plaine, rattachée au chott Gadaine qui servira d’épandage des eaux qui déboulent à l'amont des montagnes dans de grandes vallées (vallées des oueds Haddad, Ketami, Tahar el Harcha et vallée Bouzgagh font partie de la grande chaîne de l’ensemble du massif nord de l’Aurès (Aurès inférieur).
Composés essentiellement des djebels suivants :
Djebel Assaidhi, Dj Lamtaras, dj Maagal, Kef el kallaa Ben anbar, Boukherchouch, Habban, Ain Ali, Guergour, Bousdame, Boumesour, Houria, Bouguerri Thifrene, Dj lamtaras situe au sud de la ville de Seriana : composé essentiellement d'une couche du Crétacé inférieur, calcaire et calcaire argileux, pierre, sable, calcaire en alternance du Miocène inférieur, argile, marne bleue et verte et quelques alternances gypseuses.  
Djebel Assaidi : versant nord avec présence dominante du Jurassique supérieur, composé de marne, calcaire, calcaire argileux, dolomie, calcaire dolomitique avec dominance de couches du Crétacé inférieur, calcaire argileux, pierre, sable.
La zone de la commune de Seriana  est limitée au nord-ouest par Djebel Assaidhi au sud par Djebel Lamtaras à l'est par Djebel Boukherchouche qui est le prolongement de djebel Maagal dans le sens sud-ouest/nord-est culminant à 1 538 m. Au nord-est par la vaste plaine de Mallel de faible pente qui s'étale sur 20 km de longueur et la zone intermédiaire formée par les glacis encroûtés et un matériau fin argilo-sableux dans la partie sud, d'après B.A  voir ref E- Monsite seriana geogra.

### Transports
La commune est traversée dans le sens est-ouest par la route nationale RN 86, assurant la liaison (Batna – Merouana) pour aboutir à la route nationale RN 3 reliant l'Est algérien au Sud (Skikda – Illizi). Elle est traversée dans le sens sud-nord par le chemin de wilaya CW153 qui commence dans la partie nord de la ville et la relie à la route nationale RN 75.

### Localités de la commune
La commune de Seriana est composée de dix hameaux :
- Gabel Asaïdi (y compris le hameau de T'Loutchi)
- Hedoustilli
- Imerzoukene (y compris le hameau de Draa Laghbour)
- Ketami
- Lemtaras
- Mekaidou
- Mellal
- Seriana Centre
- Taga (y compris le hameau de Bir Bedji)
- Tiskimel (y compris le hameau de Tinoulmène)

## Population

### Évolution démographique
| 1883 | 1966  | 1977  | 1984   | 1998   | 2008   |
| ---- | ----- | ----- | ------ | ------ | ------ |
| 859  | 7 626 | 9 929 | 12 000 | 11 714 | 15 445 |

## Économie
La commune de Seriana ex. Pasteur Ex. Lamggiga est l'une des plus anciennes communes de la Wilaya de Batna. Elle se situe dans une zone agro-sylvo pastorale, mais sur son territoire on trouve l'entreprise militaire à caractère industriel et commercial-entreprise des réalisations industrielles de Seriana (EMIC-E.R.I.S), est une usine qui appartenant à l'ANP spécialisée dans la production de munitions de guerre créée en 1990, reste la plus grande usine de la commune ou vienne travailler la plupart des habitants de la région.

## Patrimoine

### Cultes
La première mosquée de Seriana est fondée après l'indépendance, par le cheikh Mouloud Bouzid (également fondateur de la zaouïa Rahmaniya de Seriana), elle est un espace de diffusion des sciences religieuses.

## Personnalités liées à Seriana
- Khaled Nezzar: ancien général de l'armée algérienne et ancien ministre algérien de la Défense, y est né le 27 décembre 1937.
- Colonel IDJENADENE OMAR : créateur et ancien directeur de l'ERIS.
- Kadi kaddour: ancien député aux côtés de Ferhat Abbès  à l'époque française ; il avait prononcé un discours à L'ONU au nom de la France et de l'Algérie française .
- Mère de Larbi Ben M'hidi est de Seriana.
- Amezzoudji Ahmed : un des premiers combattants nationalistes morts durant la guerre d'Algérie 1954.
- Laib Hadj: sénateur, membre du Conseil de la Nation.